# التفريغ
التفريغ هو التفريغ اليدوي للنفايات البشريّة عند فتح زنازين السّجن في الصّباح. يتعيّن على النزلاء الذين ليس لديهم مرحاض في الزنزانة استخدام وسائل أخرى مثل: (وعاء الحجرة سابقًا، ثُمَّ دلو، والآن غالبًا ما يكون مرحاضًا كيميائيًا) أثناء حبسهم خلال الليل. والسّبب في أن بعض الزنازين لا تحتوي على مراحيض هو لأنها تعود إلى العصر الفيكتوري، لذا هي غير مُصمّمة بالسّباكة؛ نتيجةً لذلك لا توجد أي مساحة لوضع المرحاض، بالإضافة إلى تكلفة وصعوبة تركيب الأنابيب اللازمة.

## المظاهرة القذرة
في نهايات عام 1970، احتجَّ متطوعو الجيش الإيرلندي على ظروف الاعتقال في HM Prison Maze برفضهم للتفريغ وبدلًا من ذلك تلطيخ جدران الزنزانة بالفضلات. تمت الإشارة إلى هذه الحركة لاحقًا باسم: «المظاهرة القذرة» وهي حركة من من عدّة أعمال عصيان داخل H-Blocks والتي بلغت ذروتها عام 1981 في إضراب إيرلندا عن الطّعام.

## التخلّص التدريجيّ
يُزعم أن التفريغ تم إلغاؤه في إنجلترا وويلز بحلول عام 1996، لكن على الرّغم من ذلك مجلة Private Eye أصدرت أن مفتش السجون نيك هاردويك صرّح أن التفريغ لا زال مستمرًا في HMP Gloucester.
كان من المفترض أن يتم إلغاؤه في سكوتلندا بحلول 1992، لكن بسبب قيود الميزانيّة تم التراجع عن الإلغاء، وبحلول 2004 خمسة من أصل ستة عشر سجن في سكوتلندا كان عليهم التفريغ. التفريغ في HM Young Offenders Institution Polmont انتهى عام 2007، تاركًا سجن HM Peterhead الوحيد الذي يستخدم التفريغ بسبب مشاكل بالسبّاكة، وبعدها 300 سجين اضطروا إلى استخدام المراحيض الكيميائيّة بسبب صعوبة تركيب السّباكة الحديثة داخل السّجن المكوّن من الغرانيت. بعدها السجن تم إغلاقه في ديسمبر سنة 2013.
لا يزال التفريغ عمليًّا في سجون جمهورية إيرلندا. وفي الحديث عن انطلاق التقرير السنوي للجنة حقوق الإنسان الإيرلندية لعام 2009، قالت وزيرة حزب الخضر الصغير للتكامل ماري وايت أنه حان الوقت للمضي قدمًا عن الممارسة الفيكتوريّة.
تم القضاء على التفريغ في سجن ماونت جوي في دبلن بنهاية عام 2016، ومع ذلك تستمر هذه الممارسة في سجن ليمريك.

## أخرى
عامل الجدار كان سجينًا يُوثق به، والذي كان يحرص على أن الدلاء كان يتم تفريغها وتنظيفها كل صباح. هو لم يقم بالتنظيف بنفسه، لكنه كان مسؤولًا عن جعل السجناء يفعلون.

### قراءة معمقة
1. Shirley English (27 April 2004). "A daily ritual for one fifth of Scots inmates". The Times. London. Retrieved 3 April 2008.
2. "Inmates lose 'slopping out' claim". BBC News Online. 12 August 2004. Retrieved 6 July 2010.
3. Very sloppy. Private Eye No. 1280. 21 January 2011. p. 31.